# 鄭汝樺
鄭汝樺，GBS（1960年5月31日—），現為中國銀行（香港）獨立非執行董事，亦為前香港運輸及房屋局局長兼任香港房屋委員會主席。

## 簡歷
鄭汝樺先後畢業於拔萃女書院及香港大學，1983年8月起加入香港政府政務職系，曾經於多個香港政府部門工作，包括：前經濟事務科、懲教署、前公務員薪俸及服務條件常務委員會秘書處、前教育統籌科、前運輸科及前財政司辦公室。她於2007年4月晉升至首長級甲一級政務官。
鄭汝樺所任的重要職位包括：
- 1996年4月至1997年4月：中央政策組副首席顧問
- 1997年4月至1997年8月：副行政署長
- 1997年8月至1998年12月：中央政策組副首席顧問
- 1998年12月至2003年3月：資訊科技及廣播局副局長（2002年高官問責制實行後改稱工商及科技局副秘書長）
- 2003年3月至2006年3月：旅遊事務專員
- 2006年4月至2007年6月30日：經濟發展及勞工局常任秘書長（經濟發展）
- 2007年7月1日至2012年7月1日：運輸及房屋局局長
- 2014年10月31日至現在：中國銀行（香港）獨立非執行董事[1]

## 爭議
公職生涯中，鄭汝樺最批評的她在運輸及房屋局局長任內推行高鐵的言行。她後來拒絕出席檢討香港高鐵超支延誤事件的立法會專責委員會聆訊，令委員會對她表示失望。

## 家庭
鄭汝樺與商人丈夫吳楚華育有兩名女兒。

## 其他
由於其姓名與前任律政司司長鄭若驊相似，因此曾被誤認是鄭若樺的姊妹。